# Hennie Stamsnijder
Hendrikus (Hennie) Johannes Maria Stamsnijder (Enter, 21 juli 1954) is een voormalig Nederlands wielrenner.
Zijn grootste succes haalde hij in 1981, toen hij in Tolosa in het Baskenland het wereldkampioenschap veldrijden won. In de regen en modder liet hij de Belg Roland Liboton en de Zwitser Albert Zweifel achter zich. Hij was de eerste Nederlander die deze titel won. Dat jaar werd hij gekozen tot Sportman van het jaar.
Alhoewel hij vooral als veldrijder bekend is geworden, was Stamsnijder een all-round coureur. Zo nam hij in 1976 deel aan de Olympische Spelen op het onderdeel tijdrit. In 1979 werd hij Nederlands kampioen op de weg bij de amateurs. Hij heeft tweemaal meegedaan aan de Tour de France: In 1980 gaf hij op dezelfde dag als Bernard Hinault op, in 1981 eindigde hij als 80e in het eindklassement.
Als veldrijder werd hij negenmaal nationaal kampioen. Viermaal won hij het eindklassement van de Superprestige. 
Hennie Stamsnijder was oorspronkelijk belastinginspecteur, maar die baan gaf hij in 1977 op, om zich op het wielrennen te kunnen concentreren. In 1989 beëindigde hij zijn sportcarrière toen zijn zoontje ernstig ziek werd. Later werd hij Nederlands bondscoach van de veldrijders. Tegenwoordig is hij manager sportsmarketing van Shimano, een fabrikant van fietsonderdelen. Zijn zoon Tom was tot 2018 ook beroepsrenner.

## Overwinningen

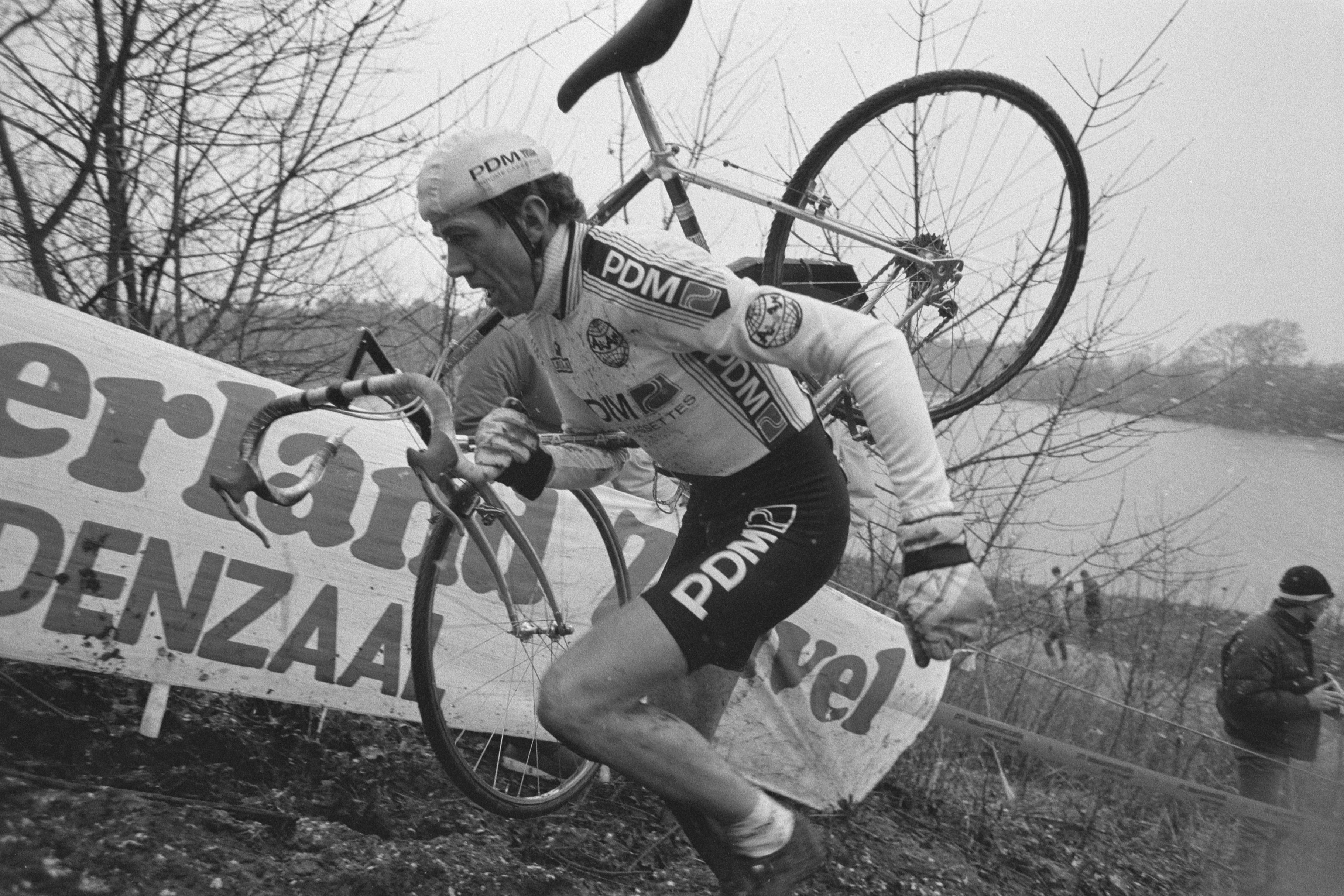
Stamsnijder (NK 1987)

| Seizoen | Aantal          | Kampioenschap | Wereldbeker | Superprestige                               | GvA Trofee | Overige  |
| ------- | --------------- | ------------- | ----------- | ------------------------------------------- | ---------- | -------- |
| 1976/77 | 1 overwinning   | NK            | NVT         | NVT                                         | NVT        |          |
| 1977/78 | 0 overwinningen |               | NVT         | NVT                                         | NVT        |          |
| 1978/79 | 1 overwinning   | NK            | NVT         | NVT                                         | NVT        |          |
| 1979/80 | 1 overwinning   |               | NVT         | NVT                                         | NVT        | Essen    |
| 1980/81 | 3 overwinningen | NK, WK        | NVT         | NVT                                         | NVT        | Milaan   |
| 1981/82 | 2 overwinningen | NK            | NVT         | NVT                                         | NVT        | Niel     |
| 1982/83 | 4 overwinningen | NK            | NVT         | Asper-Gavere, Zillebeke, Eindklassement     | NVT        | Lieshout |
| 1983/84 | 2 overwinningen | NK            | NVT         | Eindklassement                              | NVT        | Munte    |
| 1984/85 | 5 overwinningen | NK            | NVT         | Valkenswaard, Overijse, Asper-Gavere        | NVT        | Niel     |
| 1985/86 | 3 overwinningen |               | NVT         | Oss, Asper-Gavere                           | NVT        | Loenhout |
| 1986/87 | 4 overwinningen | NK            | NVT         | Oss, Overijse, Asper-Gavere, Eindklassement | NVT        |          |
| 1987/88 | 3 overwinningen | NK            | NVT         | Oss                                         | Loenhout   |          |
| 1988/89 | 3 overwinningen |               | NVT         | Oss, Wetzikon, Zillebeke, Eindklassement    |            |          |

## Resultaten in voornaamste wedstrijden
| Jaar | Ronde van Italië | Ronde van Frankrijk | Ronde van Spanje |
| ---- | ---------------- | ------------------- | ---------------- |
| 1980 |                  | opgave              |                  |
| 1981 |                  | 80e                 |                  |

| Jaar | Milaan-San Remo | Amstel Gold Race | E3 Harelbeke |
| ---- | --------------- | ---------------- | ------------ |
| 1980 | 68e             | 61e              | 7e           |
| 1981 |                 |                  |              |